# Быстрик (Могилёвская область)
Бы́стрик (бел. Быстрык) — деревня в составе Подгорьевского сельсовета Могилёвского района Могилёвской области Белоруссии.

## Географическое положение
На 15 км на северо-восток от Могилева и ж/д станции Луполово на линии Могилев-Кричев. Транспортное шоссе Могилев-Славгород.
Ближайшие населённые пункты: Амховая 1, Зимница, Князевка.

## История
Деревня известна как Быстрик-Будище с 1604 года в составе Вейнянского войтовства Могилевского староства-экономии Оршанского повета Витебского воеводства ВКЛ, государственное владение, 44 двора. В 1635 году в Быстрик (она же Будище) числится 42 двора. В 1742 году действовала церковь. С 1772 года вошло в состав Российской империи. В XVIII веке, после присоединения белорусских земель к России, Вейнянское поместье было подарено Екатериной Второй своему фавориту генерал-поручику Александру Ермакову. В 1785 году село Быстренка в Чаусском уезде, 18 дворов, 155 жителей. В 1850 году входит в состав имения Вейно, которое принадлежало, Войнич-Сяноженцким, имелся кабак. По переписи населения 1897 года в составе Голеневской волости Чаусского уезда Могилевского губернии, 27 дворов,218 жителей, постоялый дом. В 1909 году 213 жителей. С 26.04.1919 в Гомельской губернии РСФСР.С марта 1924 года в БССР. С 20.08.1924 по 26.07.1930 года в Амховском с/с Луполовского района Могилевского округа, с 02.03.1931 года Могилевского района, с 20.02.1938 года в Могилевской области. В 1918 году открыта школа, для которой в 1923 году было построено помещение. В 1925 году числилось 35 учеников. В 1926 году 342 жителя, 6 дворов. В 1929 году организован колхоз"Воля", действовала кузня. В Великую Отечественную войну с июля 1941 по 27.06.1944 года оккупирована немецко-фашистскими захватчиками. С 1954 года в Недашевском с/с. В 1990 138 жителей, 63 двора, в составе совхоза «Могилевский»(центр д. Амховая 1), работал фельдшерско-акушерский пункт.

## Население
- 1604 год — 44 двора
- 1635 год — 42 двора
- 1785 год — 155 человек, 18 двора
- 1834 год — 73 человек, 18 дворов
- 1850 год — 104 человек, 18 дворов
- 1897 год — 218 человек, 27 дворов
- 1909 год — 213 человек
- 1926 год — 342 человек, 66 дворов дворов
- 1990 год — 138 человек, 63 двора
- 1999 год — 85 человек
- 2007 год — 56 человек, 38 дворов
- 2010 год — 51 человек